# Chavo Guerrero
Salvador Guerrero IV (* 20. Oktober 1970 in El Paso, Texas), besser bekannt unter den Ringnamen Chavo Guerrero und Chavo Guerrero Jr., ist ein US-amerikanischer Wrestler mexikanischer Abstammung.

## Leben

### Kindheit und Jugend
Chavo Guerrero Jr. wurde in eine Wrestlerfamilie hineingeboren. Sein Großvater Gory war ein sehr bekannter mexikanischer Wrestler, sein Vater Chavo Sr. eine Wrestlinglegende. Dieser war in der WWE als Wrestler und Manager aktiv. Sein verstorbener Onkel, Eddie, gehörte zu den bekanntesten US-amerikanischen WWE-Wrestlern mexikanischer Herkunft. Ebenso galten die anderen Onkel von Chavo, Héctor und Armando, als große Wrestler.
Chavo Guerrero wuchs in El Paso, Texas auf. Wie bei einer erfolgreichen Wrestling-Familie üblich, kam er bereits in frühester Kindheit mit dem Wrestling in Berührung. Er besuchte Shows verschiedener Promotions und sah dort seine Verwandten kämpfen. Mit seinem nur drei Jahre älteren Onkel, Eddie Guerrero, trainierte er im Hof der Familie, wo ein Wrestling-Ring stand.

### Anfänge
Sein offizielles Debüt hatte Chavo Guerrero am 20. Mai 1994 bei einer mexikanischen Organisation, bei der sein Großvater als Promoter verantwortlich war. In Mexiko arbeitete er häufig mit seinem Onkel zusammen, gelegentlich als Tag-Team, aber auch als Gegner. 1996 tourte er in Japan für New Japan Pro-Wrestling (NJPW).

### World Championship Wrestling (1996–2001)
Chavo verpflichtete sich 1996 bei World Championship Wrestling (WCW). Seinen ersten Auftritt hatte er am 20. Mai 1996 bei einem Dark Match gegen Steve Regal. Der erste Fernsehauftritt folgte am 20. Juli 1996 bei WCW Saturday Night. Bei der Flaggschiff-Sendung WCW Monday Nitro trat er zwei Tage später gegen Dean Malenko an. Auch sein erster Titelkampf erfolgte bereits am 3. August 1996 gegen Ric Flair um die WCW World Television Championship. Seinen ersten Pay-per-View-Auftritt hatte er bei Hog Wild, allerdings in einem Dark Match gegen Konnan.
In der Folgezeit trat er häufig an der Seite von Eddie Guerrero an und hatte eine kurze Fehde gegen Diamond Dallas Page. In dieser Zeit entwickelte er sich langsam zum Comedy-Gimmick. So versuchte er immer mehr den betrügerischen Stil seines Onkels zu imitieren, scheiterte aber immer wieder daran. Ebenfalls versuchte er in dessen Stable Latino World Order zu gelangen, eine Art Parodie auf die New World Order. Daneben nahm er ein Steckenpferd namens „Pepe“ mit zum Ring und spielte einen Wahnsinnigen. Dadurch hatte er eine lang anhaltende Fehde mit Norman Smiley, der ebenfalls als Comedy-Wrestler antrat und durch lautes Geschreie auffiel. Die Fehde endete mit der Verbrennung seines Holzpferdes beim WCW Souled-Out-Pay-per-View 1999.
Im Anschluss hatte er eine Fehde mit Billy Kidman. Außerdem schloss er sich dem Comedy-Stable The Misfits in Action (MIA) an, wo er den Spitznamen Lieutenant Loco erhielt. In diese Zeit fielen auch seine einzigen Titelregentschaften während der WCW-Ära. So wurde er WCW World Tag Team Champion zusammen mit Corporal Cajun (Lash LeRoux) und zwei Mal WCW Cruiserweight Champion. Sein letztes Match für die WCW hatte er am 26. März 2001 gegen Shane Helms um die WCW Cruiserweight Championship. Kurz darauf wurde die WCW von dem World Wrestling Entertainment aufgekauft.

### World Wrestling Federation: Los Guerreros (2001–2004); World Wrestling Entertainment: Neuauflage der Los Guerreros (2004) und erste Anfänge in der WWE Cruiserweight-Division (2004)
Guerreros Vertrag war einer von 25 Verträgen, die beim Verkauf der WCW an die World Wrestling Entertainment (WWF, heute WWE) übertragen wurden. Er war zunächst Teil des „Invasion“-Angles, bei dem ehemalige WCW-Stars gegen ihren neuen Arbeitgeber rebellierten, wurde anschließend als Undercard-Wrestler eingesetzt und kämpfte dann erfolglos um die WWE Cruiserweight Championship.
Anschließend bildete er mit Eddie das Tag Team Los Guerreros, das überaus erfolgreich war. Im Gegensatz zum WCW-Gimmick, nahm er Eddie Guerreros Lebensweise („Lügen, Betrügen und Stehlen“) erfolgreich an und gewann so seine Matches. Das Tag Team brauchte nicht lange, bis es erste größere Erfolge verzeichnen konnte. Das Duo turnte Face, als Eddies Beliebtheit immer mehr anstieg und sie die WWE Tag Team Championships gewannen. Nachdem sie den Titel wieder abgeben mussten, turnte Chavo wieder Heel und machte Eddie für alle Niederlagen der Los Guerreros verantwortlich. Bevor sich das Tag-Team endgültig trennte, kam Chavo Guerrero Sr., damals auch Chavo Classic, zur WWE und versuchte, als Streitschlichter zu agieren. Dies entpuppte sich im Nachhinein jedoch als Schwindel, da Sr. während eines SmackDown-Tapings einen Angriff aus dem Hinterhalt auf Eddie vollzog, um seinen Sohn, Chavo, ab sofort als Manager zu unterstützen.
Danach bildeten Chavo und sein Vater die Neuauflage des gescheiterten Tag-Teams Los Guerreros, um sich an Eddie zu rächen. Zudem wurde Chavo in der Cruiserweight-Division aktiv, wo ihm Chavo Classic oft half, z. B. durch unfaire Interventionen, seine Matches zu gewinnen. Chavo konnte während dieser Zeit zweimal die WWE Cruiserweight-Championship gewinnen, das erste Mal beim PPV No Way Out. Er gab den Titel im Mai 2004 an seinen Vater ab.

### World Wrestling Entertainment: Einzelkämpfer und Gimmick als Kerwin White (2004–2005)
Am 24. August 2004 verletzte Chavo sich schwer, nachdem der Finishing Move von Billy Kidman missglückte. Er erlitt eine Gehirnerschütterung und musste zwei Monate pausieren. Die Aktion führte zu einem Bann der Shooting Star Press. Wie so oft wurde diese reale Verletzung dann in eine Storyline-Fehde übersetzt: Chavo kämpfte gegen Kidman und turnte später wieder Heel.
Am 30. Juni 2005 wurde er von SmackDown zu RAW gedraftet und änderte darauf auch sein Gimmick zu Kerwin White, einem mittelständischen Angloamerikaner. Das kontroverse Gimmick porträtierte ihn als Rassisten mit dem Leitspruch „If it is not white, it is not right.“. Ursprüngliche Pläne, ihn außerdem als Ku-Klux-Klan-Mitglied aufzubauen, scheiterten schließlich an den Auflagen der Fernsehsender.

### World Wrestling Entertainment: nach Eddies Tod (2005–2007)
Am 13. November 2005 fand Chavo Guerrero seinen Onkel, Eddie Guerrero, leblos in seinem Hotelzimmer in Minneapolis, Minnesota auf. Er leistete Erste Hilfe, was jedoch nicht half. Auch der Notarzt konnte nur noch Eddie Guerreros Tod feststellen. Chavos Onkel starb im Alter von nur 38 Jahren, vermutlich an Herzversagen infolge einer akuten Herzinsuffizienz. Chavo trat mit Vince McMahon im Anschluss in einer Pressekonferenz auf, um über den Tod seines Onkels zu informieren. Im Anschluss wurde eine gemeinsame Tribute-Episode für Eddie Guerrero gedreht, bei der Chavo Guerrero ebenfalls auftrat.
Chavo Guerrero ließ daraufhin das Kerwin-White-Gimmick fallen und bekam im Anschluss einen Single-Push. Er adaptierte außerdem die Attitüde seines Onkels und nahm zwei seiner Signature-Moves in sein Programm auf: den „Frog Splash“ sowie eine Serie von drei Supplessen in Folge: die „Three Amigos“.
Ein paar Wochen später trat er als Manager von Rey Mysterio in SmackDown auf und half ihm mehrmals, seinen World Heavyweight Titel zu verteidigen. Doch beim PPV Great American Bash verpasste er Rey einen Stuhlschlag, sodass King Booker Mysterio besiegen und seinen Titel gewinnen konnte. Später nahm er Mysterio auch noch die Chance zum Sieg im Re-Match gegen King Booker, durch einen brutalen Wurf gegen die Zuschauerabsperrung. Danach folgte eine Auseinandersetzung mit Rey Mysterio. In einem Falls Count Anywhere Match bei dem PPV No Mercy wurde Chavo Guerrero besiegt. Er gewann jedoch ein „I Quit!“-Match bei SmackDown und schickte Mysterio damit in eine Verletzungspause. Im Anschluss begann er eine Fehde mit Chris Benoit. Er verlor allerdings alle Titelmatches um den US Title.
Am 18. Februar 2007 gewann Chavo Guerrero den Cruiserweight-Titel beim PPV No Way Out, er verlor ihn allerdings beim Great American Bash am 22. Juli an Hornswoggle. Im August befand sich Guerrero in einer Fehde mit dem zurückgekehrten Rey Mysterio, wurde aber danach wegen Verdachts auf Doping für 60 Tage suspendiert.

### ECW Champion und WWE (2007–2011)

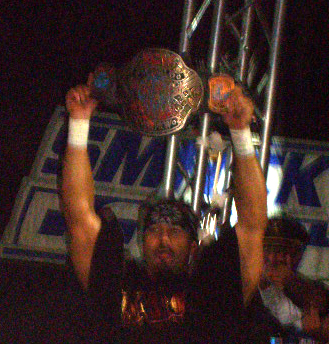
Chavo Guerrero als ECW Champion, 2008

Nach vier Monaten Pause meldete sich Chavo am 18. Dezember 2007 bei einer ECW-Show in der WWE zurück, mit einem Angriff auf CM Punk, der gerade das Match gegen Montel Vontavious Porter beendet hatte. Am 21. Januar 2008 konnte er, dank tatkräftiger Unterstützung durch Edge, CM Punk den ECW-Titel abnehmen. Am 30. März 2008 bei Wrestlemania 24 verlor er diesen Titel hingegen wieder in 13 Sekunden an Kane, welcher zuvor eine „24 Mann Battle Royal“ gewonnen hatte. Dieses Match war das bislang kürzeste bei einer WrestleMania.
Nach dem Draft zu RAW 2009, wo er u. a. gegen Hornswoggle fehdete, wechselte er beim Draft 2010 zu SmackDown zurück. Dort trat er u. a. als „Swagger Soaring Eagle“, dem Maskottchen von Jack Swagger auf. Diese Verkleidung wurde aber schnell fallen gelassen und Guerrero trat wieder als er selbst an.
In der 5. Staffel von WWE NXT fungierte er als Pro von Darren Young.
Am 25. Juni 2011 wurde er von der WWE auf eigenen Wunsch entlassen. Als Begründung gab Chavo Guerrero wenig später bekannt, dass er mit seinem Status unzufrieden war, da er trotz seines Bestrebens zur Förderung neuer Wrestler, wie Sin Cara, nicht immer verlieren wollte.

### Independent (2011)
Seinen ersten Auftritt nach seiner Entlassung hatte Chavo am 15. und 16. Juli 2011 bei einer Jubiläumsshow für World Wrestling Council (WWC). Dort gewann er später die WWC Caribbean Heavyweight Championship. Im Anschluss trat er für verschiedene Independent-Promotions an und durfte mehrere Titel erringen.

### Total Nonstop Action Wrestling (2012–2013)
Im Juli 2012 unterzeichnete Guerrero einen Vertrag bei Total Nonstop Action Wrestling und debütierte am 27. Juli 2012. Dort trat er unter anderem mit Hernandez im Tag Team an. Mit ihm gewann er bei Bound for Glory am 14. Oktober 2012 die TNA World Tag Team Championship. Diese hielt Guerrero bis zu den Impact Wrestling-Aufzeichnungen am 25. Januar 2013, bei denen er sie an Austin Aries und Bobby Roode abgeben musste. Am 11. April 2013 gewann er den Titel mit Hernandez zurück, bevor sie ihn am 2. Juni 2013 an Gunner und James Storm verloren.
Er trat am 12. Dezember 2013 beim Feast-or-Fired-Match an und erhielt dort seien Entlassungspapiere. Diese Storyline-Kündigung wurde anschließend auf der Website als wirkliche Kündigung legitimiert. Er verließ TNA einvernehmlich und begann wieder in diversen Independent-Ligen, wie Chikara, anzutreten.

### Lucha Underground und GLOW (2014–2019)
Ab 2014 gehörte er zu den ersten Wrestlern der Fernsehserie Lucha Underground auf El Rey Network. Er war außerdem dort als Produzent tätig. Als Wrestler durfte er die Lucha Underground Gift of the Gods Championship gewinnen. Daneben war er auch als Berater für GLOW aktiv. In beiden Fällen stellte er seine Expertise in den Dienst der Sendung. Bei GLOW war er auch als Fight-Coordinater und auch als Schauspieler zu sehen. Er spielte dort einen Wrestlingtrainer und übernahm damit quasi die Rolle seines Onkels Mando Guerrero für die real existierende Promotion Gorgeous Ladies of Wrestling, die als Vorbild für die Fernsehserie diente.
Lucha Underground endete nach dem Finale der vierten Staffel.

### Nación Lucha Libre (2019–2020)
Guerrero gründete zusammen mit Alberto El Patrón seine eigene Promotion Nación Lucha Libre, die jedoch nur bis Januar 2020 aktiv war. Man versuchte sich auf dem mexikanischen Fernsehmarkt zu etablieren. Die erste Show am 11. Juli 2019 in Mexiko-Stadt hatte einige der profiliertesten Newcomer und Stars des Lucha Libre, darunter Pentagon Jr., Rey Fenix, Laredo Kid und Sexy Star. Jedoch fand man keinen Fernsehsender und konnte so nicht mit den etablierten Ligen wie Lucha Libre AAA Worldwide und Consejo Mundial de Lucha Libre mithalten. Nach lediglich acht Veranstaltungen wurde die Promotion eingestellt.

## Auftritte in anderen Medien
Chavo Guerrero trat als Wrestler in mehr als 19 Videospielen auf, die meisten davon in Bezug zu seiner WWE- und WCW-Karriere.
Chavo Guerrero hatte seinen eigenen Podcast auf GeekNation und trat auch in diversen Podcasts seiner Kollegen auf.
Als Schauspieler war Chavo Guerrero neben GLOW und Lucha Underground als Gast in diversen Fernsehshows zu sehen. So spielte er Wrestler in Red Shoe Diaries und Grimm.

## Privatleben
Er ist der Neffe von Eddie Guerrero, der Großneffe von Enrique Llanes und der Cousin zweiten Grades von Héctor Mejía. Seit 1998 ist Guerrero verheiratet und hat mit seiner Ehefrau zwei Söhne.
Am 25. Juni 2007 tötete der Wrestler Chris Benoit, ein enger Freund Guerreros, seine Frau Nancy und ihren gemeinsamen Sohn. Guerrero war einer der letzten Personen, die mit Benoit gesprochen hatten.
Im Juli 2016 waren Guerrero und sein Vater Teil einer Sammelklage gegen WWE, weil verschiedene Wrestler während ihrer Karriere bei der Promotion Schädel-Hirn-Traumata erlitten hatten und WWE die Gefahren herunterspielte. Die Klage wurde im September 2018 abgewiesen.

## Wrestling-Erfolge
- Chavo Guerrero und Hernandez als TNA World Tag Team Champions, 2013.AAA

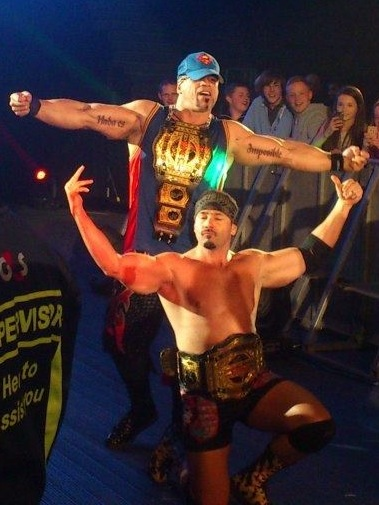
Chavo Guerrero und Hernandez als TNA World Tag Team Champions, 2013.

  - Lucha Libre World Cup (2016 Men’s Division) – mit Brian Cage und Johnny Mundo[25]
- Cauliflower Alley Club
  - Men’s Wrestling Award (2008)[26]
- Imperial Wrestling Revolution/World Class Revolution
  - IWR/WCR Heavyweight Championship (1×)[27]
- Lucha Underground
  - Lucha Underground Gift of the Gods Championship (1×)[28]
- Pro Wrestling Illustrated
  - Nr. 17 der Top 500 Einzelwrestler der PWI 500 in 2004[29]
  - Nr. 385 of the 500 der Top 500 Einzelwrestler der PWI Years in 2003
- Ring Ka King
  - RKK Tag Team Championship (1×) – mit Bulldog Hart[30]
  - RKK Tag Team Championship Tournament (2011) – mit Bulldog Hart[31]
- Total Nonstop Action Wrestling
  - TNA World Tag Team Championship (2×) – mit Hernandez
  - Feast or Fired (2013 – Pink Slip)[32]
- Vendetta Pro Wrestling
  - Vendetta Pro Heavyweight Championship (1×)
  - Vendetty Award—2014 Co-Special Guest star of the Year (mit Chavo Guerrero Sr. und The Godfather)[33]
- World Class Revolution
  - WCR Heavyweight Championship (1×)
- World Championship Wrestling
  - WCW Cruiserweight Championship (2×)[34]
  - WCW World Tag Team Championship (1×)[35] – mit Corporal Cajun
- World Wrestling Council
  - WWC Caribbean Heavyweight Championship (1×)
- World Wrestling Entertainment
  - ECW Championship (1×)
  - WWE Cruiserweight Championship (4×)[34]
  - WWE Tag Team Championship (2×)[36] – mit Eddie Guerrero
- Wrestling Observer Newsletter
  - Tag Team of the Year (2002) mit Eddie Guerrero[37]
  - Worst Feud of the Year (2009) vs. Hornswoggle[37]
- WrestleCrap
  - Gooker Award (2009) Feud with Hornswoggle[38]
- Weitere Titel
  - Talk 'N Shop A Mania 24/7 Championship (1×)[39]

## Filmografie

### Schauspieler
- 1996: Foxy Fantasies (Red Shoe Diaries) (Fernsehserie, Folge 5x09)
- 2011: WWE NXT (als Coach)
- 2014–2015: The Chavo Show (als Moderator)
- 2014–2018: Lucha Underground (Fernsehserie, 33 Folgen)
- 2016: Fight to the Finish
- 2016: Vigilante Diaries
- 2016: Grimm (Fernsehserie, Folge 5x13)
- 2017: Boone – Der Kopfgeldjäger (Boone: The Bounty Hunter)
- 2018: GLOW (Fernsehserie, Folgen 2x06, 2x10)
- 2019: Henry Danger (Fernsehserie, Folge 5x27)
- 2021: The Rookie (Fernsehserie, Folge 4x01)

### Produzent
- 2014–2015: Lucha Underground
- 2020: The Dark Side of the Ring: Benoit – Part One (Supervising Producer)

### Stunts
- 2017: Lethal Weapon (eine Episode)
- 2018: Love (eine Episode)
- 2018: GLOW (10 Episoden)
- 2018: Peppermint: Angel of Vengeance (Peppermint)
- 2018: Destroyer

### Auftritte in Dokumentarfilmen
- 2004: Cheating Death, Stealing Life: The Eddie Guerrero Story
- 2007: The Most Powerful Families in Wrestling
- 2008: Viva la Raza: The Legacy of Eddie Guerrero
- 2009: WWE: Batista – I Walk Alone
- 2010: Breaking the Code: Behind the Walls of Chris Jericho
- 2011: The Big Show: A Giant’s World
- 2019: Nail in the Coffin: The Fall and Rise of Vampiro
- 2010: Dark Side of the Ring (3 Folgen)